# Jesper Boqvist
Jesper Boqvist, född 30 oktober 1998 i Falun, är en svensk professionell ishockeyforward som spelar för New Jersey Devils i NHL.
Boqvist är uppvuxen i Hedemora. Han har tidigare spelat för Boston Bruins i NHL, Brynäs IF i SHL, Binghamton Devils, Utica Comets och Providence Bruins i AHL, Timrå IK i Hockeyallsvenskan samt Hedemora SK i Hockeyettan.
Boqvist vann Stanley Cup för säsongen 2024–2025.

## Klubblagskarriär

### NHL

#### New Jersey Devils
Boqvist draftades av New Jersey Devils i andra rundan i 2017 års draft som 36:e spelare totalt.

## Privatliv
Jesper Boqvist är äldre bror till ishockeyspelaren Adam Boqvist.

## Meriter (i urval)
- 2017 — SM-silver med Brynäs IF